# 扎克羅奇姆

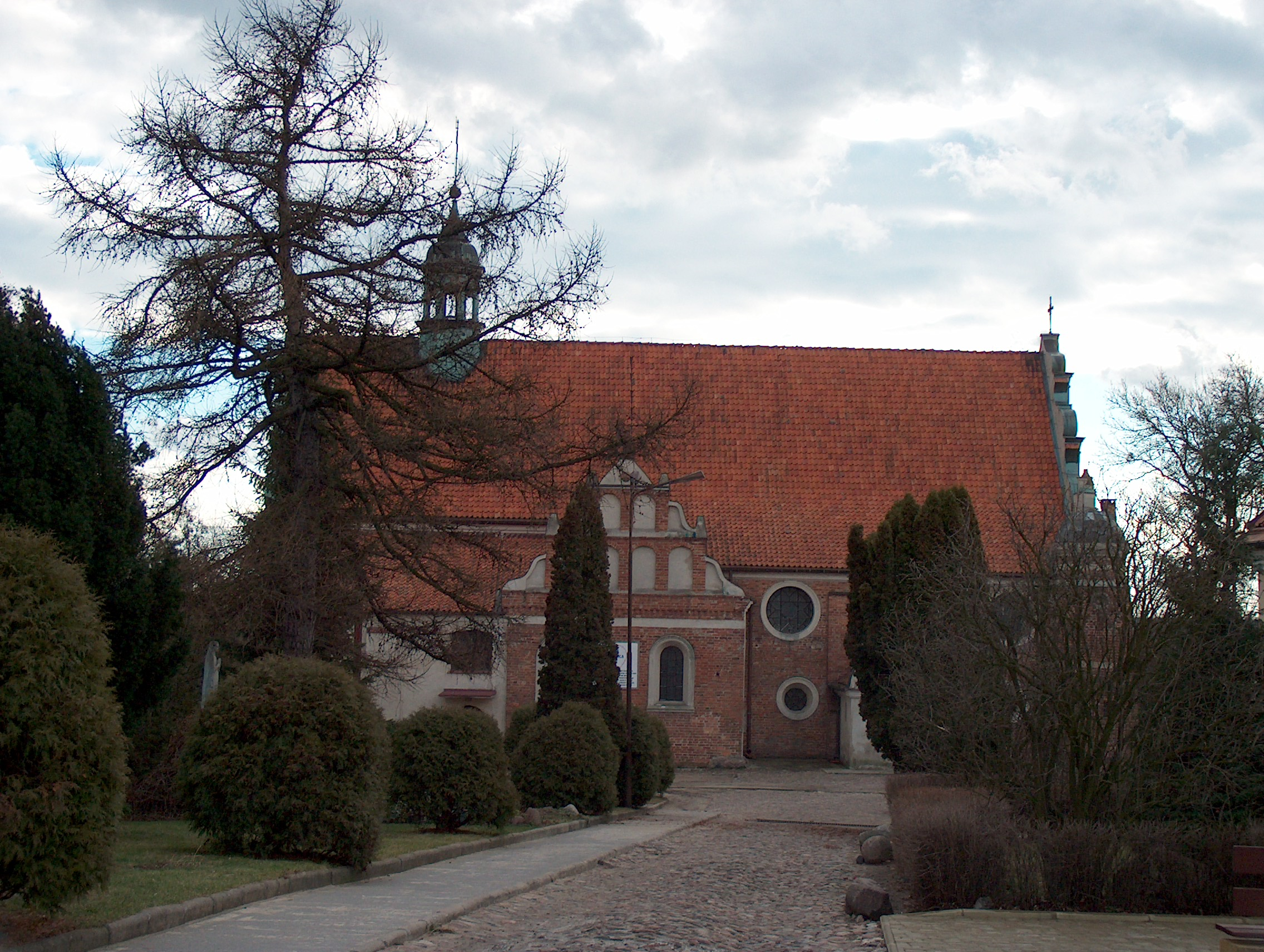

扎克羅奇姆是波蘭的城鎮，位於該國中部維斯瓦河畔，由馬佐夫舍省負責管轄，始建於十一世紀，面積19.51平方公里，2006年人口3,367。在第三次瓜分波蘭中，該鎮在1795年被納入普魯士王國管治範圍。

## 外部連結
- Jewish Community in Zakroczym （页面存档备份，存于） on Virtual Shtetl